# Adelobotrys acreana
Adelobotrys acreana är en tvåhjärtbladig växtart som beskrevs av John Julius Wurdack. Adelobotrys acreana ingår i släktet Adelobotrys och familjen Melastomataceae. Inga underarter finns listade i Catalogue of Life.